# Казанка (Казачинский район)
Казанка — деревня в Казачинском районе Красноярского края. Входит в состав Александровского сельсовета.

## География
Расположена в юго-восточной части района, на левом берегу реки Таловки. Абсолютная высота — 162 метра над уровнем моря.
Климат
Климат характеризуется как резко континентальный, с продолжительной морозной зимой и коротким тёплым летом. Среднегодовая температура воздуха составляет −1,9°С. Средняя температура воздуха самого тёплого месяца (июля) составляет 20 °C (абсолютный максимум — 37 °C); самого холодного (января) — −18 °C (абсолютный минимум — −59 °C). Среднегодовое количество атмосферных осадков составляет 501 мм.

## История
Основана в 1911 году. В 1926 году в деревне Казанской (Усть-Таловской) имелось 45 хозяйств и проживало 211 человек (110 мужчин и 101 женщина). В национальном составе населения того периода преобладали чуваши. Действовали школа I ступени и лавка общества потребителей. В административном отношении входила в состав Александровского сельсовета Казачинского района Красноярского округа Сибирского края.

## Население
| 2010 |
| ---- |
| 240  |

Половой состав
По данным Всероссийской переписи населения 2010 года в гендерной структуре населения мужчины составляли 52,1 %, женщины — соответственно 47,9 %.
Национальный состав
Согласно результатам переписи 2002 года, в национальной структуре населения чуваши составляли 83 % из 291 чел.